# Улица Лётчика Павлова
Улица Лётчика Павлова — улица на востоке Москвы в районе Косино-Ухтомский Восточного административного округа между улицей Дмитриевского и Святоозёрской улицей.

## Происхождение названия
Улица Лётчика Павлова в ноябре 2016 года. Улица названа в память лётчика, участника Великой Отечественной войны, Героя Советского Союза А. Н. Павлова (1922—1995)

## Описание
Начинается от улицы Дмитриевского, проходит на север, выходит на Святоозёрскую улицу. Адресов по улице не числится.